# Svínavatn
Il lago Svínavatn si trova nella regione settentrionale dell'Islanda chiamata Norðurland vestra, a poca distanza dal lago Hóp, e dalla città di Blönduós, nella contea di Austur-Húnavatnssýsla.

## Geografia
Svínavatn è un lago di origine naturale di 12 km² di estensione, ha una profondità massima di 39 m.

## Curiosità
La traduzione di Svínavatn signifiga lago dei maiali, questo animale fu importato sull'isola dai vichinghi, e viene usata per denominare altri quattro laghi minori.

## Voci correlate

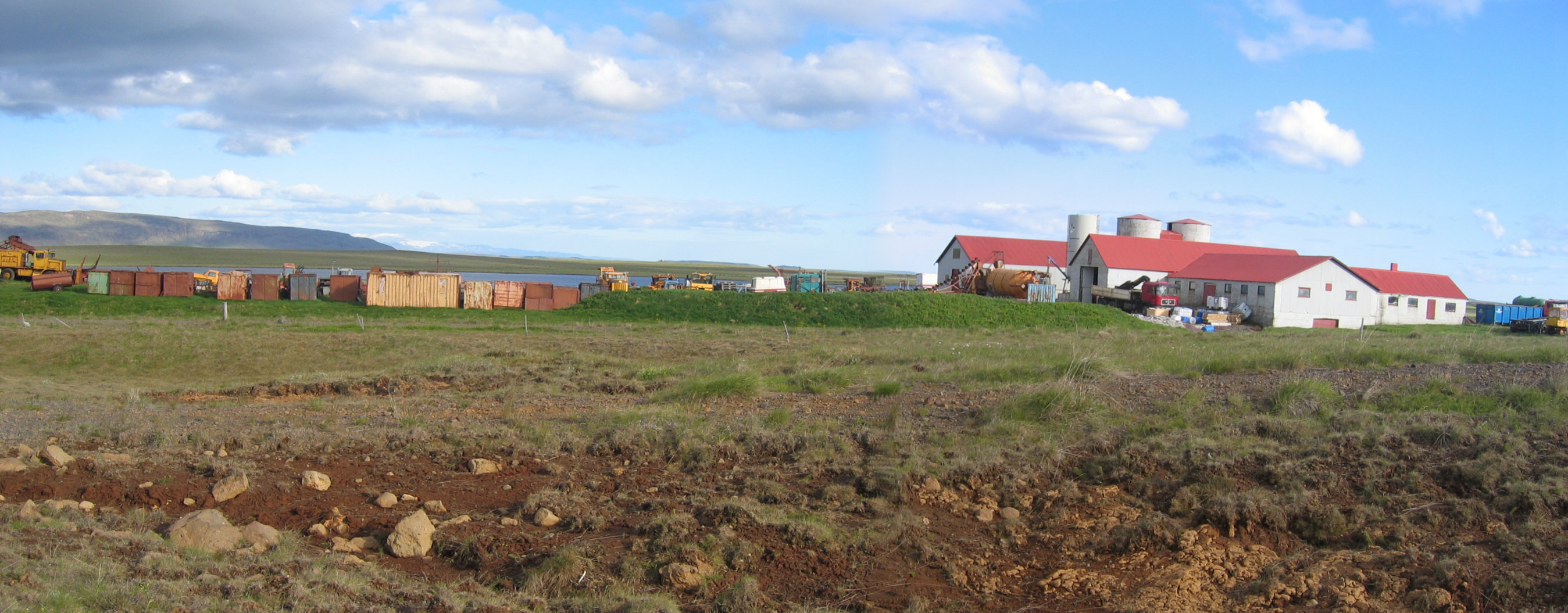
fabbrica insediata sulle rive del lago (sullo sfondo)